# Meksyk na Zimowych Igrzyskach Paraolimpijskich 2010
Reprezentacja Meksyku na Zimowe Igrzyska Paraolimpijskie 2010 liczyła 2 reprezentantów, obaj startowali w narciarstwie alpejskim.

## Kadra

### Narciarstwo alpejskie

#### Mężczyźni
- Juan Ruiz Hernandez
- Arly Velasquez Penaloza

Obaj zawodnicy wystartowali w zawodach na wózkach inwalidzkich.